# Гангут (линейный корабль, 1719)
«Гангу́т» — русский трёхдечный парусный корабль 1 ранга.

## История строительства
Заложен 9 августа 1715 года на стапеле верфи Санкт-Петербургского адмиралтейства. Строительство корабля вёл корабельный мастер Ричард Козенц. Спущен на воду 28 апреля 1719 года.

## Конструкция
Вооружение состояло из 92 корабельных орудий калибра от 3 до 24 фунтов; явление необычайное в то время, т.к. обыкновенно военные корабли не имели более 74 пушек и редко 80.

## Боевая служба
Участвовал в Северной войне.